# La Bidasse
Pour plus de détails, voir Fiche technique et Distribution.
La Bidasse (Private Benjamin) est un film américain réalisé par Howard Zieff, sorti en 1980.

## Synopsis
Une jeune bourgeoise juive de Philadelphie, choyée par ses parents, prépare son (second) mariage. La célébration est animée et pittoresque, mais pendant la nuit de noces, le mari meurt en pleine action.
Après la cérémonie funèbre, la jeune veuve se terre dans son désespoir. Elle raconte son drame à une station de radio. Un inconnu lui propose un remède qui lui permettrait de rebondir. Elle va au rendez-vous, c'est un officier recruteur pour l'armée ! Il propose à la désespérée de s'engager, et lui présente l'armée comme une sorte de club de vacances. Elle signe, prête serment, et se retrouve dans un car qui emmène les nouvelles recrues au camp d’entraînement. Et là, elle découvre que le recruteur lui a menti, et que la vie militaire n'a rien à voir avec la vie élégante d'une jeune bourgeoise. Malmenée par ses camarades qui la trouvent trop maniérée, brimée par le sergent instructeur et surtout par la dame capitaine, elle tente de s'enfuir. Ses parents viennent la chercher... mais là, dans un sursaut d'orgueil, elle refuse de renoncer, et reste dans l'armée volontairement. Elle se couvre de gloire lors de grandes manœuvres, mais discrédite la vindicative dame capitaine. Un colonel parachutiste la fait affecter à son unité d'élite, et elle refuse de sauter. Elle se fait réaffecter dans un état major interallié à Bruxelles, et retrouve à Paris un beau garçon avec qui elle avait eu une brève rencontre. C'est le grand amour, il y a un projet de mariage. La famille vient des États-Unis pour ce mariage cossu et huppé. Mais la bidasse découvre que le fiancé est volage et superficiel. Elle le boxe en pleine cérémonie, et s'en va, libre, en robe blanche !

## Fiche technique
- Titre : La Bidasse
- Titre original : Private Benjamin
- Réalisation : Howard Zieff
- Scénario : Nancy Meyers, Harvey Miller et Charles Shyer
- Production : Goldie Hawn, Nancy Meyers, Harvey Miller et Charles Shyer
- Société de production : Warner Bros. Pictures
- Musique : Bill Conti
- Photographie : David M. Walsh
- Montage : Sheldon Kahn (en)
- Pays d'origine : États-Unis
- Format : Couleurs - 1,85:1 - Stéréo
- Genre : Comédie militaire
- Durée : 109 minutes
- Date de sortie :
  - États-Unis (New York) : 7 octobre 1980
  - France : 9 septembre 1981

## Distribution
- Goldie Hawn (VF : Monique Thierry) : Soldat Judy Benjamin - Judy Goodman
- Eileen Brennan (VF : Paule Emanuele) : Capitaine Doreen Lewis
- Armand Assante (VF : Pierre Arditi) : Henri Alan Tremont
- Robert Webber (VF : Jean-Claude Michel) : Colonel Clay Thornbush
- Sam Wanamaker (VF : Gabriel Cattand) : Teddy Benjamin
- Barbara Barrie : Harriet Benjamin
- Mary Kay Place (VF : Jocelyne Darche) : Soldat Mary Lou Glass
- Harry Dean Stanton  (VF : Claude Joseph)  : Sergent Jim Ballard
- Albert Brooks (VF : Michel Bedetti) : Yale Goodman
- Alan Oppenheimer (VF : Roger Lumont) : Rabbi
- Gretchen Wyler : Tante Kissy
- Hal Williams (VF : Raoul Delfosse) : Sergent L.C. Ross
- Toni Kalem (VF : Sylvie Feit) : Soldat Gianelli
- Damita Jo Freeman (VF : Maïk Darah) : Soldat Gloria Moe
- P. J. Soles (VF : Béatrice Delfe) : Soldat Wanda Winter
- Craig T. Nelson (VF : Daniel Gall) : Capitaine William Woodbridge
- Keone Young (VF : Jacques Chevalier) : Kim Osaka
- George Roberts  (VF : Jacques Richard)  : Johnny Rourke
- Sally Kirkland : Helga
- Lilyan Chauvin : Mme Tremont
- Lee Wallace (en)  (VF : Philippe Dumat)  : Ben Waxman
- Mimi Maynard (VF : Évelyn Séléna) : Liz Lemish
- Paul Marin (VF : Antoine Marin) : Leo Lemish
- Alice Hirson (VF : Claire Guibert) : Mme Thornbush
- Richard Herd (VF : Raymond Loyer) : le général de brigade Foley

## Postérité
Le film est cité dans un autre film : Armageddon Time (à la trente-cinquième minute), dans lequel on voit le héros sortir de la séance en famille qui commente le film.